# داوطلب مرگ
داوطلب مرگ با عنوان انگلیسی کامی‌کازه (انگلیسی: Kamikaze) فیلمی در ژانر جنایی و علمی–تخیلی است که در سال ۱۹۸۶ منتشر شد. از بازیگران آن می‌توان به ریشار بورینژه و میشل گالابرو اشاره کرد.
لوک بسون سینماگر سرشناس فرانسوی علاوه بر نگارش فیلمنامه این فیلم، تهیه‌کننده آن هم به همراه لورن پتین بوده است. اریک سرا هم موسیقی متن فیلم را ساخته است. میشل کالابرو نقش آلبر و ریشار بورینژه نقش رومن را در فیلم «داوطلب مرگ» بازی کرده‌اند. دومینیک لاوانان، اتین شیکو، هری کلون، کیم ماسه، رومن بورینژه و ریتون لیبمان هم بازیگران دیگر این فیلم هیجان‌انگیز و علمی - تخیلی بوده‌اند. این فیلم اولین تجربه کارگردانی دیدیه گروسه است.

## خلاصه داستان
یک دانشمند نابغه سالمند که از کار برکنار شده است به کمک تکنولوژیی که اختراع کرده است از طریق تلویزیون می‌تواند دوربین فیلمبرداری پخش زنده تلویزیون را کنترل کند و مجری‌ها و افرادی که مقابل دوربین هستند را با اشعه به قتل برساند. رومن کارآگاه پلیسی است که این پرونده او واگذار شده و او دریافته قاتل، یکی از تماشاگران تلویزیون است، دستور می‌دهد به‌جای پخش زنده، برنامه‌ها به صورت ضبط شده پخش شود و …

## نقد
برپایه تعدادی از نقدها این فیلم اشاره‌ای به حمله سینما به تلویزیون دارد.
فیلم «داوطلب مرگ» در سال ۱۹۸۷ در جشنواره فانتاسپورتو پرتغال که مخصوص فیلم‌های تخیلی است نامزد جایزه بهترین فیلم بین‌المللی تخیلی شد.